# Quito TV
Quito TV è un'emittente televisiva nazionale ecuadoriana fondata da Emilio Santander.

## Principali programmi
- El Mañanero
- Noticiero QTV
- De Mañanita
- La Familia P.Luche
- Mi Recinto 2012
- Quito Pequeño
- Día a Día
- Santa Misa
- Diversión es serie
- Las Zuquillo
- Una familia con suerte
- Chisme Ñañito, Chisme
- La Taxista
- Ciudad Jóven
- Copa Credifé
- El Garañón del Millón
- Porqué soy así

## Altri programmi
Quito TV ha acquistato i diritti trasmettere le partite casalinghe di Deportivo Quito, LDU Quito, Manta, Espoli e Imbadura per la Copa Credife 2012-2013.